# Pokémon Legends: Z-A
Pokémon Legends: Z-A és un videojoc de 2025 desenvolupat per Game Freak i publicat per Nintendo i The Pokémon Company per a Nintendo Switch. Anunciat el febrer de 2024, Legends: Z-A forma part de la novena generació de videojocs Pokémon. Té lloc a la ciutat de Lumiose, a la regió de Kalos, ambientada en París, França, que es va originar a Pokémon X i Y (2013). Legends: Z-A és el segon joc de Pokémon Legends, després de Legends: Arceus (2022).